# Regenschirm (Scherzfontäne)

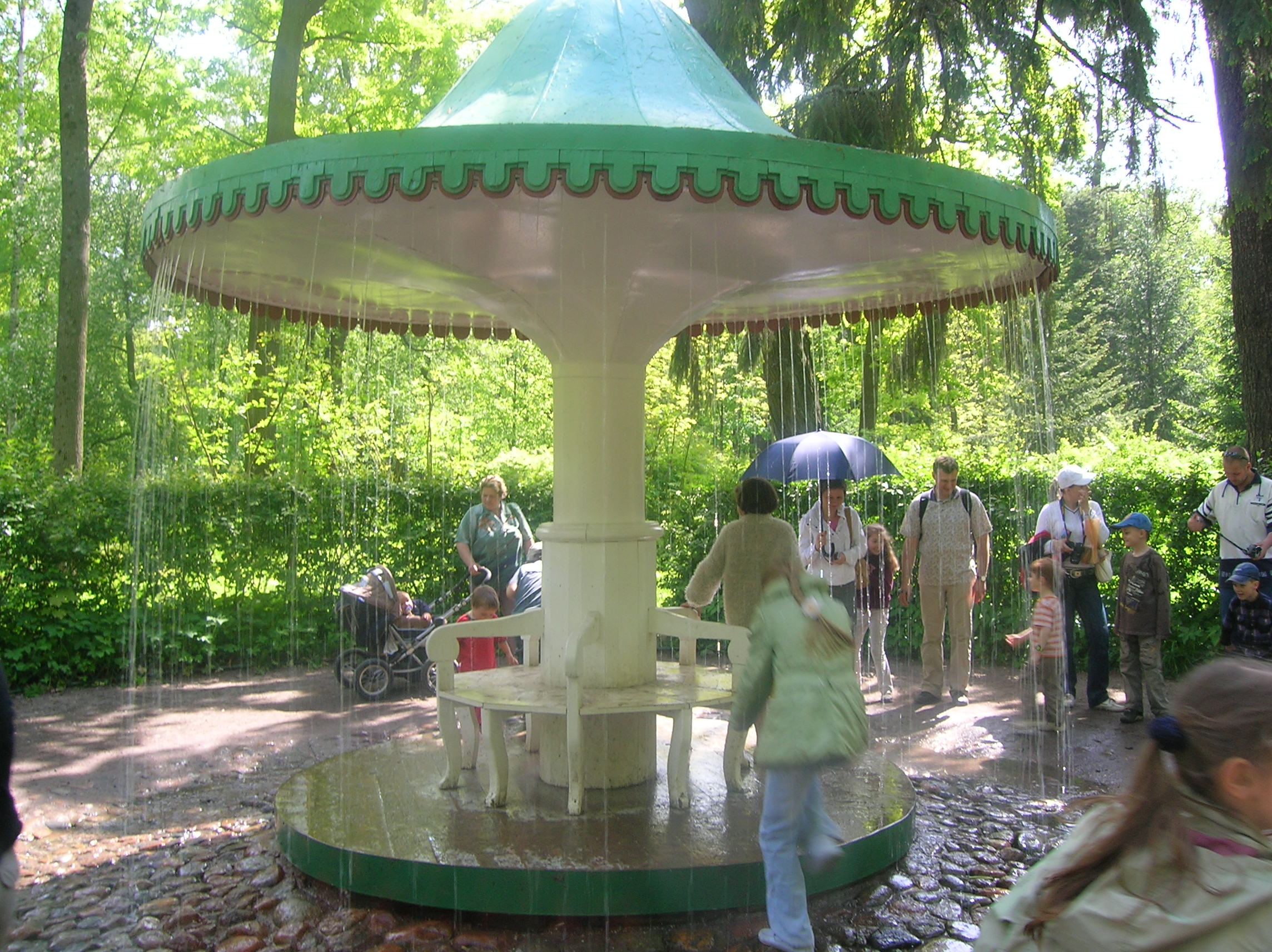
Regenschirm-Scherzfontäne

Die Scherzfontäne „Regenschirm“ (russisch Зонтик) gehört zu den Wasserspielen von Schloss Peterhof in Sankt Petersburg, Russland.
Das Wasserspiel wurde 1796 nach einem Projekt des Architekten F. Brower errichtet. Um eine massive Säule herum ist eine Bank angeordnet. Über der Bank befindet sich ein breiter Schirm, der zum Verweilen einlädt. Am Rand des Schirms befinden sich 164 kleine Röhren mit Löchern.
Im Verlauf des 19. Jahrhunderts wurde der Regenschirm mehrfach umgebaut. Der Schirm erhielt die Form eines Pilzes (daher auch der zweite Name „Pilz“ («Грибок»)). Die Anzahl der Röhren änderte sich mehrfach. 1826 waren es 134, 1868 floss das Wasser aus 80 Röhren, die rund um den Rand des Schirmes eine senkrechte Wasserwand bildeten. Wenn sich ein Besucher des Parks auf die Bank setzte, begann plötzlich das Wasser aus den Röhren zu fließen und der Besucher ist „gefangen“.
Im Zweiten Weltkrieg wurde der Regenschirm zerstört. Nur ein Teil des Daches, ein paar Röhren und Reste der hölzernen Umrandung überstanden. Das Wasserspiel wurde nach Zeichnungen aus dem 18. Jahrhundert restauriert und am 11. September 1949 wieder in Betrieb genommen.
Seit einiger Zeit fließt das Wasser ständig. Der Überraschungseffekt gehört somit der Vergangenheit an.